# Ukrainische Badmintonmeisterschaft 2010
Die Ukrainische Badmintonmeisterschaft 2010 fand vom 3. bis zum 6. Februar 2010 in Dnipropetrowsk statt.

## Sieger und Platzierte
| Disziplin    | Gold                                       | Silber                            | Bronze                                |
| ------------ | ------------------------------------------ | --------------------------------- | ------------------------------------- |
| Herreneinzel | Valeriy Atrashchenkov                      | Evgen Pochtarev                   | Vitaliy Konov                         |
| Dameneinzel  | Mariya Diptan                              | Larisa Griga                      | Mariya Ulitina                        |
| Herrendoppel | Valeriy Atrashchenkov Vladislav Druzchenko | Dmytro Zavadsky Vitaliy Konov     | Georgiy Natarov Evgen Pochtarev       |
| Damendoppel  | Anna Kobceva Elena Prus                    | Natalia Golovkina Olga Pyvovarova | Larisa Griga Mariya Ulitina           |
| Mixed        | Dmytro Zavadsky Mariya Diptan              | Valeriy Atrashchenkov Elena Prus  | Vladislav Druzchenko Natalya Voytsekh |